# Проповідь до магми
«Проповідь до магми» — перша поетична збірка  українського письменника Анатолія Дністрового (І премія літературного конкурсу "Гранослов"). Збірка опублікована в 1998 році у видавництві "Гранослов" (Київ). 
Книгу складають переважно верлібри. Збірці притаманна посилена експресіоністська поетика, релігійно-філософські теми, експериментальна образність, урбанізм у перемішку з фольклором, інтертекстуальність, жанрові пошуки та деформації. 
Збірку відкриває передмова "Девальвація молитви" за підписом "А.Д." (алюзія на "пекло"?), стилізована під заклинання-прокльон середньовічного релігійного проповідника-фанатика, в якій обстоюється пафосно-іронічна ідея, що єдине серйозне завдання будь-якої літератури - лякати читача.

## З відгуків критики
|  | Дністровий ставить питання категорично і дає категоричні рекомендації. Ось тільки не знаю, чи потрібні категоричні посередники між Людиною і Богом. Не думаю, аби Дністровий хотів бути Великим Інквізитором в українській поезії кінця тисячоліття. Його філософські інвективи сповнені грізної патетики великих біблійних пророків. Його віршовані молитви ще мали б сенс, коли б залишалися інтимними. Не тому, що вони погані, навпаки. Просто така сила звинувачень людської маси вимагає особистої аскези. А її в українській літературі проповідував і сповідував лише Іван Вишенський (Євген Баран. "Анатолій Дністровий: між страхом і вірою") |

## Рецензія
Світлана Матвієнко. Пере-вага тіла // Література плюс, № 3 (8), лютий 1999: http://archive.org.ua/archive/2008-03-05/aup.iatp.org.ua/litplus/lit8.php